# Joannes Henricus Maria Koenen
Joannes Henricus Maria Koenen (ausgesprochen Ku:nen) (* 10. März 1893 in Eindhoven, Niederlande; † 29. Mai 1956 in ’s-Hertogenbosch) war ein niederländischer Neurologe.

## Werdegang

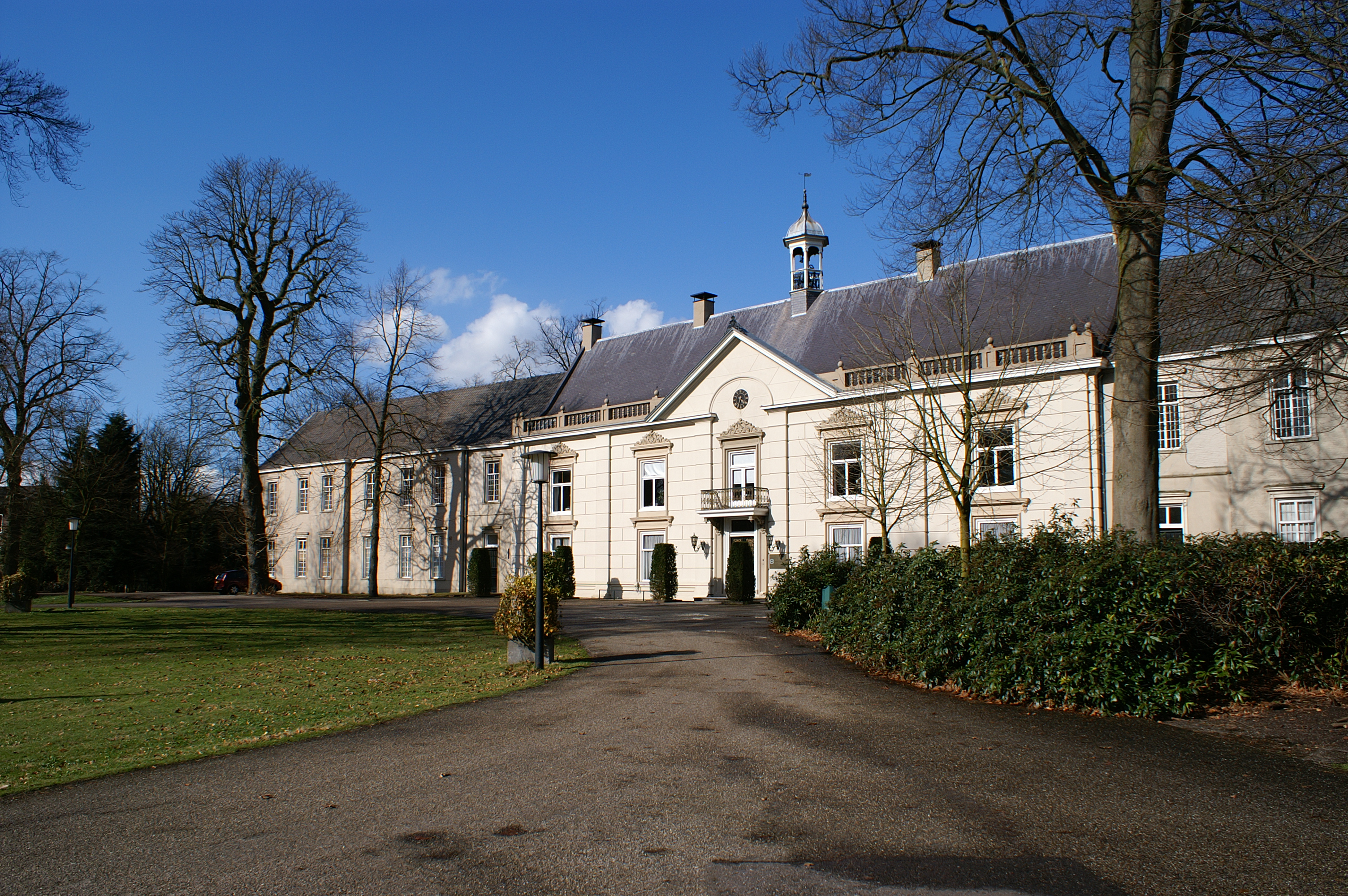
Das Coudewater-Irrenhaus, an dem Koenen nach dem Studium arbeitete.

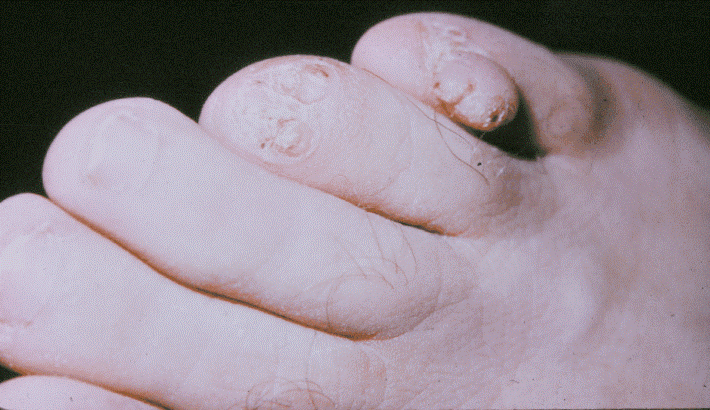
Ein Koenen-Tumor an den Zehen.

Von 1910 bis Mai 1918 studierte Koenen an der Universität von Amsterdam Medizin. Nach dem Studium arbeitete er als Arzt am psychiatrischen Krankenhaus Coudewater in Rosmalen. 1929 wechselte er an das psychiatrische Krankenhaus Voorburg. Am 22. Juni 1933 wurde er an der Universität Leiden über sein Dissertationsthema „Zwakzinnigheid bij Kinderen paar beteeknis in paedagogisch en social opzicht op grond van een onderzoek in eenige gemeenten in Noord-Brabant“ (dt.: „Schwachsinnigkeit bei Kindern. Ihre Bedeutung in pädagogischer und sozialer Hinsicht, auf Grund einer Untersuchung in einigen Gemeinden in Noord-Brabant“) promoviert. Jahre später wurde Koenen „Inspektor der Staatlichen Irrenaufsicht“.
Während seiner Zeit in Rosmalen schrieb Koenen einen Artikel über die Tuberöse Sklerose (auch Bourneville-Pringle-Syndrom genannt). Dabei fotografierte er als erster die periungualen Fibrome (periungual = ‚in Umgebung eines Finger- oder Zehennagels‘), gutartige Tumoren, die heute nach Koenen als «Koenen-Tumoren» bezeichnet werden.
Allerdings erfolgte die Erstbeschreibung der periungualen Fibrome bereits 1903 durch den Münchener Arzt Richard Kothe.
Koenen heiratete am 27. Januar 1920 Huberta Francisca Johanna Hoogveld (1895–1988).